# Selahattin Dervent
Selahattin Dervent  (* 15. Januar 1967 in Turgutlu, Manisa) ist ein türkischer Fußballtrainer.

## Karriere
Dervent kam in der westtürkischen Kleinstadt Turgutlu der Provinz Manisa auf die Welt und interessierte sich früh für Sport, insbesondere für Fußball. Nach dem Abitur studierte er an der Dokuz Eylül Üniversitesi in Izmir Erziehungswissenschaft mit dem Schwerpunkt Sport. Als Vertiefungsfach wählte er Fußball. Nachdem er zum Sommer 1988 seinen Abschluss absolviert hatte, arbeitete er im Anschluss als Scout für die Turgutlu Football School.
1991 übernahm er beim damaligen Drittligisten Alaşehirspor, einem Verein der Stadt Alaşehir aus seiner Heimatprovinz Manisa, den Co-Trainerposten. Nachfolgend arbeitete er bei Turgutluspor und Ödemiş Belediyespor als Co-Trainer. Im Sommer 1993 übernahm er den Jugendtrainerposten bei Bergamaspor und stieg ein Jahr später zum Co-Trainer auf. 1996 fing er bei Denizlispor an, als Jugendtrainer zu arbeiten. Die nachfolgenden Jahre arbeitete er bei diversen Vereinen als Co-Trainer. Im November 2001 arbeitete er das erste Mal als Cheftrainer und betreute den Verein seiner Heimatstadt Turgutluspor. Bereits nach vier Monaten verließ er diesen Verein und übernahm den damaligen Viertligisten Demirçelik Divriğispor.
Zur Saison 2004/05 wechselte er in der aserbaidschanischen Premyer Liqası den Verein PFK Turan Tovuz und betreute diesen zwei Spielzeiten lang.
2006 kehrte er in die Türkei zurück und trainierte erneut Divriğispor und im Anschluss daran Uşakspor. 2008 übernahm er ein zweites Mal PFK Turan Tovuz.
Vor dem 10. Spieltag der Saison 2012/13 wurde er als neuer Trainer vom Zweitligisten Denizlispor vorgestellt. Hier ersetzte er den kürzlich entlassenen Engin İpekoğlu. Vier Spieltage vor Saisonende verließ Dervent wieder den Verein, da er mit Denizlispor in die untere Tabellenregion rutschte und damit die Erwartungen des Vereins nicht erfüllen konnte.
Nach einer weiteren Station bei PFK Turan Tovuz im Jahr 2015, wechselte Dervent zur Saison 2016/17 erneut zu Denizlispor. Aufgrund von Erfolglosigkeit verließ er den Verein bereits im Oktober 2016.